# Cultura de Burundi
La cultura de Burundi se basa en gran medida en tradiciones locales y la influencia de los países vecinos, aunque su importancia se ha visto obstaculizada por los desórdenes civiles.

## Sociedad
La mayoría de los burundeses viven en zonas rurales. Dado que el paisaje montañoso ha obstaculizado el desarrollo de los pueblos, pequeños clanes viven en familias extendidas en caseríos ubicados en la cima de colinas llamados rugos.
Estas familias usualmente cultivan en los alrededores de las colinas para evitar las moscas tsetsé que abundan en los valles. Una gran parte de la población carece de atención santitaria e incluso de agua potable, lo que causa que muchas personas busquen ayuda en las medicinas tradicionales y consuman hierbas para tratar las enfermedades. Por ello la UNESCO y el Cuerpo de Paz han puesto en marcha programas para ayudar a mejorar las condiciones de vida.
La mayoría de la población es cristiana, aunque el Islam y formas de animismo también están presentes. Los matrimonios arreglados son comunes, con la familia del novio a veces pagando un precio a la novia.
Los dos idiomas oficiales de Burundi son el francés y el Kirundi. El Kirundi es el lenguaje más hablado, aunque el francés es utilizado en la mayoría de documentos escritos u oficiales. Una población pequeña de burundeses hablan un dialecto del suajili.
Los residentes de la ciudad a menudo toman una siesta, y la mayoría de los negocios cierran a comienzo de la tarde.

## Música

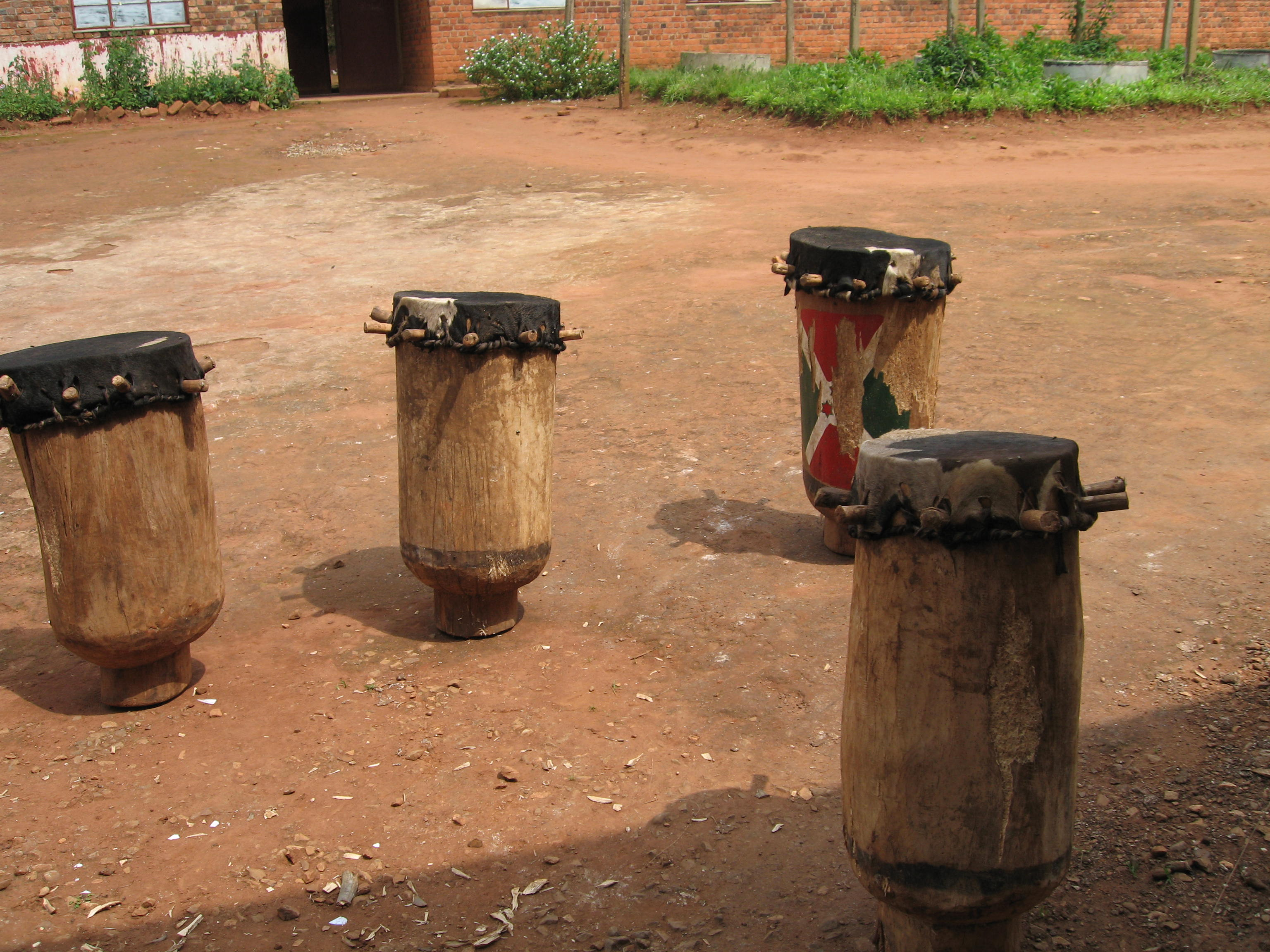
Tambores gitega.

La percusión tradicional es una parte importante del patrimonio cultural de Burundi, tal como muestra el renombrado conjunto de  los "Tamborileros Reales de Burundi" que ha alcanzado fama en otros países. La danza tradicional a menudo se acompaña con tambores, lo que es frecuente en celebraciones y reuniones familiares. Algunos artesanos de Burundi tienen canciones especiales para acompañar diferentes etapas de su trabajo.

## Literatura y tradición oral
Durante el genocidio de 1972, muchos burundeses involucrados que participaron en la educación superior fueron asesinados, paralizando la cultura escrita. Esto, combinado con una tasa de alfabetización muy baja, han impulsado una fuerte adhesión por la tradición oral en Burundi, que retransmite las lecciones de historia y de vida a través de cuentos, poesías y canciones. Esto es evidente en la práctica denominada kivivuga amazina, un concurso de poesía improvisada interpretada por pastores de ganado, en que hacen alarde de sus habilidades y logros.

## Recreación

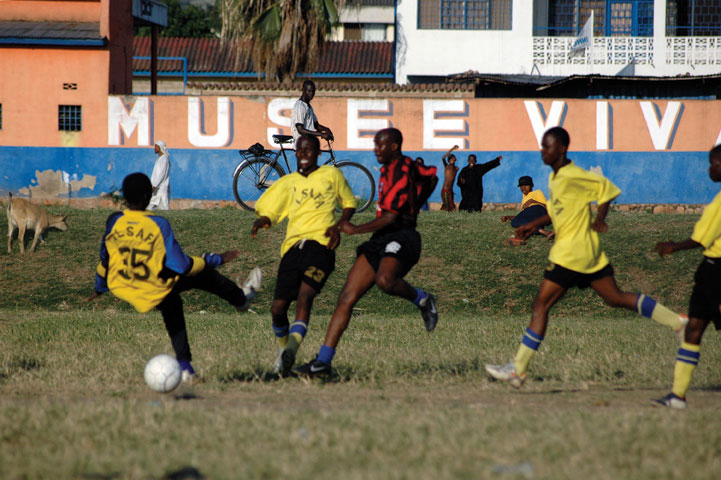
Fútbol en Burundi

El fútbol es un pasatiempo popular en todo el país, como también el juego de mancala.
Muchos burundeses celebran las fiestas cristianas y el Día de la Independencia Burundese, aunque la celebración más importante es la de Año Nuevo con festejo, música de tambores tradicionales y bailes.

## Comida y bebida
La cocina de Burundi a menudo contiene frijoles rojos, y por o general no se consumen comidas dulces o postres. Durante las celebraciones y reuniones, los burundeses beben un vino casero de banano y cerveza, a veces utilizando pajitas de beber de un recipiente común grande.
En algunas zonas, las brochetas y las patatas fritas son un remanente popular de la época colonial belga. Una fábrica de cerveza nacional produce las cervezas Amstel y Primus.

## Educación y medio ambiente
Burundi tiene la Universidad de Burundi. Hay muchos museos en las ciudades, como el Museo Geológico de Burundi en Buyumbura y el Museo Nacional de Burundi y el Museo de Vida de Burundi en Gitega. La alfabetización de adultos es de aproximadamente a la mitad entre los hombres y cerca de un cuarto de las mujeres.
Hay varias reservas de vida salvaje y reservas naturales, y la ciudad sureña de Rutana contiene un monumento a la fuente del río Nilo.